# Vinjak

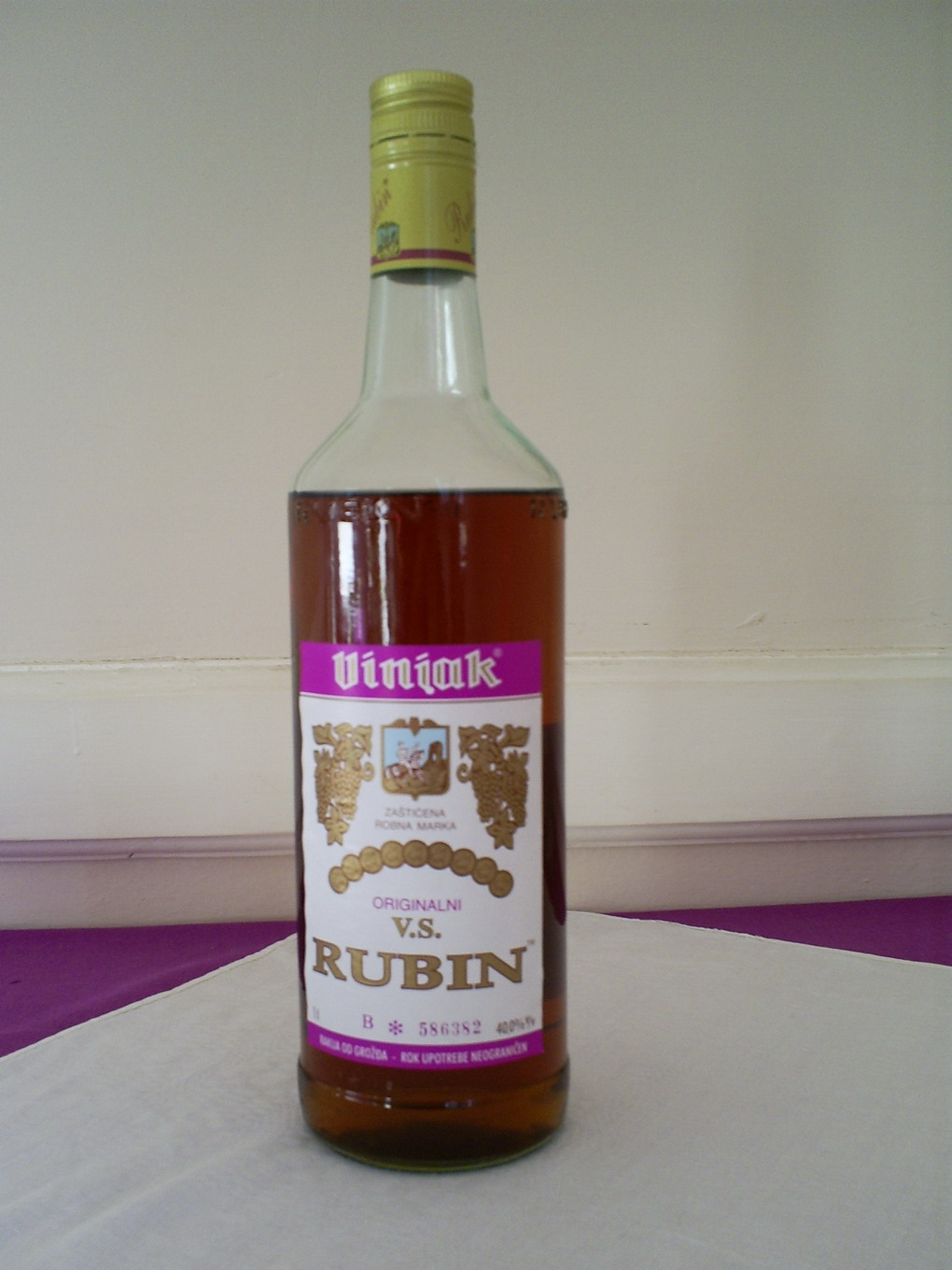
Garrafa de "Vinjak V.S."

Vinjak é uma bebida alcoólica de origem sérvia produzida com mistura de destilados do vinho. Contêm 40 graus de álcool. Depois da fermentação de vid e a destilação do produto obtido, cria-se uma bebida parecida ao aguardente transparente. A cor e o aroma produzem-se através da conservação em barris de carvalho. Dependendo do período de conservação, pode-se obter um Vinjak de tipo normal, Vinjak 5 conservado durante um período de 5 anos ou Vinjak XO de 20 anos. Não tem data de validade. 
O primeiro "Vinjak" chegou à Sérvia com Dragoljub Marković em 1932, depois de ter finalizado estudos em Paris. A sua produção foi quase proibida, por causa da nacionalização, feita pelos comunistas, das propriedades de Marković. O produtor de Vinjak Rubin de Kruševac, ganhou varios prémios pela qualidade do produto.
Esta bebida exporta-se para o Montenegro e para a Bósnia e Herzegovina. Uma característica especial desta bebida é que contém glucose em lugar de fructose. 